# هنري كروغ
هنري كروغ (بالإنجليزية: Henry Krug)‏ هو لاعب كرة قاعدة أمريكي، ولد في 4 ديسمبر 1876 في سان فرانسيسكو في الولايات المتحدة، وتوفي بنفس المكان في 14 يناير 1908.

## وصلات خارجية
- هنري كروغ على موقعبيزبول رفرنس.كوم (الدوري الرئيسي) (الإنجليزية)
- هنري كروغ على موقعبيزبول رفرنس.كوم (الدوري الثانوي) (الإنجليزية)